# Židovský hřbitov v Přehořově
Židovský hřbitov v Přehořově, založený před rokem 1723, je situován jihovýchodně od obce v lese nalevo od silnice na Lžín. Je chráněn jako kulturní památka České republiky.
Areál je volně přístupný přes polorozpadlou ohradní kamennou zeď.
Je to neveliký a  kdovíkam roznesený hřbitov, jenž s největší pravděpodobností patřil židovské obci v Soběslavi.  Proto také i zdejší epigrafika je vysoce kvalitní, jak se na slovutnou židovskou obec patří. Je zvláštní, že hebrejský funerální verš je úplně jiný než ten na docela blizoučko ležících Myslkovicích. 
Přitom není vyloučeno, že obě obce vznikly následkem vypuzení židů ze Soběslavi, kam si je již v hlubokém středověku přivedli Rožmberkové. Historikové se v tomto ohledu ještě zapotí, aby naše poznání zpřesnili. Víme, že Soběslav od 16. století, kdy odtud byli vypovězeni,  až do nástupu průmyslové revoluce v 19. století své židy příliš nepodporovala. V Miskovicích (Myslkovicích) jsou židé doloženi listinnými prameny někdy z doby Třicetileté války, tedy před rokem 1650. Písemné zmínky o tamním hřbitově jsou však o sto let mladší (1770). Tehdy také v Miskovicích začíná stavba synagogy a je tudíž automatické, že obec tou dobou nebo přímo k tomuto datu (rozhodnutí o vlastní synagoze a plnohodnotném statutu židovské obce) musela mít vlastní hřbitov a obecní mikve.
Přehořovský hřbitov je v listinných pramenech zmiňován k roku 1723 (kupní smlouva pozemku) – což je ve srovnání s Miskovicemi o dvě až tři generace dříve, ale ani zde se nám tak staré náhrobky nedochovaly. Dnes nejstarším náhrobkem je číslo 002 – hrob pana Nathanaele Kresissela z roku 1846. Navíc situovaný jako druhý v pořadí na ploše hřbitova, takže starší vložení zde už asi neobjevíme.
Dnes je zde dochováno 112 náhrobků a jejich zbytků (soklů a torz), ovšem evidentně a pouhým okem viditelně je zde rovů daleko více. Pohledem na typologii macev a texty epitafů ze říci, že zprvu se pohřbívalo na užším pruhu, který dnes reprezentuje pravá strana hřbitova  při pohledu od zbytků vstupní budovy (*ohelu). Na konci 19. století, kdy se populační křivka přehořovských židů vyšplhala k počtu 210 osob a kdy už i v Soběslavi existovala „novodobá“ židovská obec, došlo patrně k rozšíření hřbitova směrem doleva od ohelu, vysazení centrální aleje a k ukládání zesnulých průběžně až do začátku šoa. Poválečné dějiny hřbitova pak už znamenají jen jeho zánik, postupné zarůstání a patrně i zájem sběračů kamene.
Po  kamenické stránce (až na figurální náhrobek č. 089) se jedná o v regionu převládající kamenický „rukopis“, stejné typy macejv najdeme v Tučapech, Miskovicích, Radeníně, na Táborsku aj. novodobé haskalové obelisky z leštěné žuly pak po celé republice.